# Alabes scotti
Alabes scotti är en fiskart som beskrevs av Lee Milo Hutchins och Morrison 2004. Alabes scotti ingår i släktet Alabes och familjen dubbelsugarfiskar. Inga underarter finns listade i Catalogue of Life.